# OpenNebula
OpenNebula er en hyper-converged infrastructure til styring af heterogene distribuerede datacenterinfrastrukturer. OpenNebula-platformen administrerer et datacenters virtuelle infrastruktur til at bygge private, offentlige og hybride implementeringer af Infrastructure as a Service. De to primære anvendelser af OpenNebula-platformen er datacentervirtualisering og cloud-implementering baseret på KVM-hypervisor, LXD/LXC-systemcontainere og AWS Firecracker microVM'er.
Platformen er også i stand til at tilbyde den cloud-infrastruktur, der er nødvendig for at drive en cloud oven på eksisterende VMware-infrastruktur. I begyndelsen af juni 2020 annoncerede OpenNebula udgivelsen af en ny Enterprise Edition til virksomhedsbrugere sammen med en Community Edition. OpenNebula CE er gratis og fri og open source-software, udgivet under Apache-licensen version 2.
OpenNebula CE kommer med gratis adgang til vedligeholdelsesudgivelser, men med opgraderinger til nye mindre/større versioner, der kun er tilgængelige for brugere med ikke-kommercielle implementeringer eller med væsentlige bidrag til OpenNebula-fællesskabet.
OpenNebula EE distribueres under en lukket kildelicens og kræver et kommercielt abonnement.

## Udvikling
- Version 6.10 'Bubble' indeholder forbedret sikkerhedskopiering (trinvis sikkerhedskopiering, in-place gendannelse, selektiv disk gendannelse, tilpasning af placering), forbedret PCI passthrough (simplifieret enhedshåndtering, udvidet GPU understøttelse), forbedret gendannelse af slukkede eller suspended VMs, multi-tenancy opgradering (custom quotas, restricted attributes), og understøttelse af Ubuntu 24 and Debian 12. Yderligere forbedringer omfatter nye komponenter i Community Edition (Prometheus integration og Restic backup understøttelse fra Enterprise Edition), forenklet implementering (nye playbooks og roller for let OpenNebula cloud indstilling), og effektiv VMware migrering (forbedret OneSwap tool for et strømlinet vCenter Server til OpenNebula Cloud migrering). Plus, FireEdge Sunstone UI er nu opdateret med avancerede funktioner og en moderne tech stack.